# Clubiona saltitans
Clubiona saltitans är en spindelart som beskrevs av James Henry Emerton 1919. Clubiona saltitans ingår i släktet Clubiona och familjen säckspindlar. Inga underarter finns listade i Catalogue of Life.